# みさと健和病院
みさと健和病院（みさとけんわびょういん）は、医療法人財団健和会が埼玉県三郷市鷹野に設置する病院。

## 概要
一般病床282床を備える救急告示病院である。公益財団法人日本医療機能評価機構による病院評価(4回目)は、3rdG:Ver.2.0(2018年12月7日認定,2023年10月19日認定有効期限)。NPO法人卒後臨床研修評価機構(JCEP)認定証発行病院。厚生労働省指定基幹型臨床研修病院。
全日本民主医療機関連合会（民医連）に加盟している。

## 診療科
(この節の出典)
- 内科
- 精神科
- 呼吸器内科
- 消化器内科
- 循環器内科
- アレルギー科
- リウマチ科
- 小児科
- 外科
- 整形外科
- 脳神経外科
- 呼吸器外科

- 皮膚科
- 泌尿器科
- 肛門外科
- 婦人科
- 眼科
- 耳鼻咽喉科
- リハビリテーション科
- 放射線科
- 麻酔科
- 消化器外科
- 形成外科
- 救急科

## 医療機関の認定
(この節の出典)
- 保険医療機関
- 労災保険指定医療機関
- 指定自立支援医療機関（更生医療）
- 指定自立支援医療機関（精神通院医療）
- 身体障害者福祉法指定医の配置されている医療機関
- 生活保護法指定医療機関
- 結核指定医療機関
- 原子爆弾被害者医療指定医療機関
- 公害医療機関
- 臨床研修病院
- DPC対象病院

## 差額ベッド代について
病院の理念により、差額ベッド料（個室料）を徴収していない。

## 関連人物
- 川島みどり （日本の看護師、看護学者、日本赤十字看護大学名誉教授） - 当院教育婦長を務めた。

## 関連施設
- 柳原病院（東京都足立区） - 医療法人財団健和会が運営。

## 交通アクセス
松戸駅から
- 東武バス(松03)(松04)「鎌倉」下車、徒歩1分
- 京成バス(松04)(松05)「鎌倉」下車、徒歩1分

金町駅から
- 東武バス(金52)「水神橋」下車、徒歩5分
- 東武バス(金54)「鎌倉北」下車、徒歩1分

三郷駅から
- 東武バス(金52)「水神橋」下車、徒歩5分
- 東武バス(金54)「鎌倉北」下車、徒歩1分
- 東武バス(松03)「鎌倉」下車、徒歩1分

三郷中央駅から
- 東武バス(金52)「水神橋」下車、徒歩5分
- 東武バス(金54)「鎌倉北」下車、徒歩1分
- 東武バス(松03)「鎌倉」下車、徒歩1分

八潮駅南口から
- 東武バス(松04)「鎌倉」下車、徒歩1分
- 京成バス（松04)(松05)松戸駅行→「鎌倉」下車、徒歩1分

## 周辺
- 東京外環自動車道（三郷南IC）
- 国道298号
- 三郷市立鷹野小学校
- 三郷市鷹野文化センター